# Tarevci
Tarevci (szerbül: Таревци), település Bosznia-Hercegovinában, Modriča községben, a Szerb Köztársaság északi régiójában. 

## Fekvése
A település Bosznia-Hercegovina északi részén, Dobojtól légvonalban 28, közúton 43 km-re északkeletre, községközpontjától légvonalban 2, közúton 3 km-re nyugatra, a Boszna völgyében és tőle délre, a Trebava-hegység területén, 105-287 méteres magasságban fekszik. Tarevci falun keresztül átfolyik a Rječanka-folyó, majd Modričánál a Boszna folyóba ömlik. A Riječanka alsó szakaszán, Tarevcin élő bosnyák lakosság Dusának nevezi ezt a folyót. Ma Tarevci a Trebava-hegység egyik utolsó északi lejtőjén található, amely enyhén ereszkedik le a Posavina-síkságára, és a Modriča – Doboj út felé. A Modriča-Doboj út és vasút, mint közlekedési főút, természetes határt képez a településnek otthont adó dombos rész és a Tareva-mező között. Tarevci nyugati oldalán található Kužnjača falu, amelyet a Dubokovac-patak választ el a településtől. A település keleti oldalán egy völgy található, amelyen keresztül a Dusa folyó, a Boszna folyó jobb oldali mellékfolyója folyik. Közvetlenül a jobb partról meredeken emelkedik a Straževac erdős dombja kerek, fenyőkkel borított csúcsával, amelyet a településen „Krekićka” (265 m) néven ismernek.

## Népessége
| Nemzetiségi csoport | Népesség 1991 | Népesség 2013 |
| ------------------- | ------------- | ------------- |
| Szerb               | 33            | 1578          |
| Bosnyák             | 2173          | 1243          |
| Horvát              | 11            | 8             |
| Jugoszláv           | 2             | 0             |
| Egyéb               | 73            | 29            |
| Összesen            | 2322          | 2863          |

## Története
Tarevci település nevét valószínűleg a török pénzverésről – a tarafániról – kapta, melynek alapjai ma is megtalálhatók a Kula lelőhelyen, a Dusa folyó felé nyúló keleti lejtőn. A település egykor a mainál lejjebb, a síkságon volt, a jelenlegi helyétől északra fekvő a szélesebb, Saračevac nevű helyen. 
A döntően bosnyák lakosságú település 1878-ig tartozott az Oszmán Birodalomhoz. Ekkor a berlini kongresszus határozata alapján az Osztrák-Magyar Monarchia része lett. 1910-ben a Gradačaci járáshoz tartozó településen 290 háztartást, 1310 muszlim, 166 római katolikus és 84 ortodox lakost találtak. A monarchia szétesésével 1918-ban előbb a Szerb-Horvát-Szlovén Királyság, majd 1929-től a Jugoszláv Királyság része lett.  1921-ben a Gradačaci járáshoz tartozó a településnek 1455 lakosa volt, közülük 1187 muszlim, 181 római katolikus és 87 ortodox volt. Az 1929-es törvény értelmében, amikor Bosznia-Hercegovinát négy banovinára, Drinskára, Vrbaskára, Zetskára és Primorskára osztották, a település a Vrbaska banovina (Orbászi Bánság) része lett, amelynek székhelye Banja Luka volt. 1939-ben a közigazgatás átszervezésével a Hrvatska banovina (Horvát Bánság) része lett.
A második világháborúban Jugoszlávia megszállása után a Független Horvát Állam (NDH) része lett. A második világháború után 1992-ig a település a szocialta Jugoszlávia keretében a Bosznia-Hercegovinai Népköztársaság része volt. A boszniai háború idején 1992-ben a falu bosnyák és horvát lakosságát elűzték. A boszniai háborút lezáró daytoni békeszerződés rendelkezése alapján az ország területét felosztották a Bosznia-hercegovinai Föderáció és a boszniai Szerb Köztársaság között. A békeszerződés utáni területmegosztási megállapodás értelmében a település a Boszniai Szerb Köztársasághoz került. Bár a daytoni megállapodás mindhárom felet kötelezte arra, hogy feltétel nélkül engedélyezze az összes menekült visszatérését, a Tarevciből származó bosnyákoknak évekig továbbra is szembe kellett nézniük azzal, hogy a boszniai szerbek nem voltak hajlandók visszaadni vagyonukat és az összes kitelepített személyt. 1999. június 25-én közel 60 tarevci lakos kísérelt meg bejelentés nélküli munkálatokat végezni a tarevci temetőben. Körülbelül 80-100 boszniai szerb provokációnak vette ezt a lépést, és botokkal és kövekkel felfegyverkezve támadták meg a hazatérőket. A boszniai szerbek egy csoport bosnyákot körülvettek és sértegettek, miközben a Boszniai Szerb Köztársaság rendőrsége félreállt. A hazatérőket végül 16 óra körül szabadították ki egy SFOR zászlóalj segítségével, és Gradačacba kísérték. A boszniai szerbek tarevci hazatérők elleni támadását követően, amelyben köveket, villákat és robbanóanyagokat is bevetettek, 6 ember megsebesült és több mint 20 autó semmisült meg. 2000-ben a muszlim lakosság nagy része ugyan visszatért, de a faluban 2013-ra már a helyükre betelepült szerbek kerültek túlsúlyba.

### Tarevciek Belgiumban
A történet előzménye, hogy két tarevci vendégmunkás már az 1960-as években Belgiumban kötött ki. Jugoszláv éttermet nyitottak Brüsszelben, de továbbra is bosnyák identitásúak maradtak. Amikor a szerb csapatok 1992 júniusának végén a falu felé haladtak, Tarevciban pánik tört ki és néhány család azonnal a menekülés mellett döntött. Minden egyes rokoni köteléket külföldön felhasználtak menedék keresése céljából. Így került több boszniai menekültcsalád is Belgiumba. Ők azonban ekkor még kisebbségben voltak. Legtöbben a háború gyors végét remélték, és családjuknál, menekülttáborokban maradtak Horvátországban, Szlovéniában. A gyors visszatérés reménye azonban napról napra halványult. Eközben reménytelibb hírek érkeztek befogadásukról. Az első boszniai családok, akik Tarevciből Belgiumba érkeztek, ismerősöknél laktak Molenbeekben. A dokumentumok és a szociális támogatás megszerzése könnyűnek bizonyult. De hamarosan világossá vált, hogy a brüsszeli önkormányzat romos épületei nem jelentették azt a biztonságos menedéket, amire számítottak. Így máshol kellett keresniük valami jobbat. Egyre jobb helyet ajánlottak nekik mindenhonnan. A Caritas azon dolgozott, hogy befogadó családoknál menedéket nyújtson a rászoruló menekülteknek. A helyi plébániák és önkéntes szervezetek mindent megtettek, hogy támogassák őket. Gent környékén munkacsoportok hálózata jött létre, amelyek önkéntes támogatást nyújtottak a boszniai családoknak. A tarevciek lelkesen kihasználták ezt, így elindítva egy transzlokális migrációs áramlatot. Így 1992 decemberének közepén megérkeztek az első bosnyák családok Kelet-Flandria településeire. Merelbeke és Eeklo voltak az elsők, de mások is gyorsan követték őket. 1993 tavaszától kezdve tömegesen érkeztek Tarevciből származó boszniai családok Kelet-Flandriába. Legtöbben illegálisan érkeztek az országba szlovén menekülttáborokból és német turisztikai vízummal. A Gent környéki kis települések nehezen birkóztak meg ezzel az áradattal, ezért ismét alternatívákat kellett keresniük. Így egész családok és ismeretségi körök csoportosultak újra Gentben és környékén. Mindannyian ugyanebből a több mint ezer kilométerre lévő kis muszlim faluból származtak. A háború utáni első évekre jellemző viszonylag virágzó közösségi élet azonban 2000 körül mintha kifulladt volna. Egyrészt ettől az évtől kezdve a bosnyákok végre visszatérhettek korábbi falujukba, és figyelmük ismét Boszniára irányult, másrészt addigra már régen elmúlt a Tarevcibe való végleges visszatérés vágya, és a fiatalok gyorsabban integrálódtak a belgiumi életbe. A Tarevci és Gent közötti transzlokális migráció örökre megváltoztatta az életüket. Néhányan végleg visszatértek, de a legtöbben elsősorban Belgiumban élnek. Sokan mégis folyamatosan azzal vannak elfoglalva, hogy visszatérjenek abba a faluba, ahol felnőttek. A két világ közötti állandó vándorlás és átmenet miatt a végleges hazatérés ma már távolinak tűnik.

## Kultúra
- Tarevciben a kulturális és szórakoztató tevékenységnek hosszú hagyománya van. A több szekcióban szervezett munkaforma 1926-ban kezdődött. A kulturális és művészeti egyesület 1973-tól egy a második világháborúban elesett harcos, Ševko Avdić nevét viselte. A kilencven éves működés és fennállás során az egyesületnek több sikeres generációja volt. Szekciói: dráma, zene, szavalás és folklór. Az utóbbi időben a tevékenység kibővült egy ritmikus szekció és egy vegyeskar megalakulásával. Kiemelkedő a  tamburazenekar sikere, amely a nyolcvanas években egyszer harmadik, majd egyszer második helyezést ért el a bosznia-hercegovinai zenekari versenyen. A folklór szekció repertoárjában nagyon jól elkészített koreográfiák és táncok is szerepeltek az egykori jugoszláv állam minden részéről.[9]

- A tarevci fiatalok 1998 nyarán kezdték Gradačacban megszervezni a „Modrički dani” kulturális és sportrendezvényt. A rendezvény hét teljes napig tartott, melynek során sakk-, asztalitenisz- és kispályás fociversenyeket rendeztek, festmény- és fényképkiállítást rendeztek, végül pedig egy igen eseménydús záróelőadást tartottak, amely a visszatérés gondolatának volt szentelve. 2000 nyarán, Tarevcibe való visszatérésük után az ifjúsági egyesület végre kialakította belső struktúráját egy héttagú vezetői csapat és aktivisták formájában, akiknek feladata az oktatási tevékenységek vezetése, valamint a fiatalok sport- és kulturális tevékenységeinek kezdeményezése volt. Azóta minden ifjúsági tevékenység a „Tarevci Ifjúsági Egyesület” égisze alatt zajlik.

## Sport
- FK Zadrugar Taverci labdarúgóklub
- STK Zadrugar Tarevci asztaliteniszklub

## Nevezetességei
Tarevciben két mecset található:
- Az alsó mecsetet először 160 évvel ezelőtt építették. Mind a minaret, mind a mecset kőből épült. A minaret tipikus megjelenéssel és formával rendelkezett építése idején. 1958-ban a minaret alapjai beszakadtak és az építmény megdőlt. 1963-ban a gyülekezet tagjai megkezdték egy új minaret építését. 1965-ben felszentelték az újonnan épült minaretet és a felújított mecsetet. Szintén 1991-ben ismét felújították a mecsetet, elrendezték a háremet és a kerítéseket, és elkészült az imám háza. 1992-ben a faluba betörő szerb erők minden muszlim vallási épületet leromboltak. Újjáépítése csak 2003-ban kezdődött és 2008. július 20-án nyitották meg ünnepélyesen.[10]

- A felső mecset Tarevci felső részén található. A mecset évszázadok óta ezen a helyen állt - nem volt túl nagy, de gyönyörű, karcsú minarettel rendelkezett. A gyülekezet büszkesége volt. 1992-ben a faluba betörő szerb erők minden muszlim vallási épületet leromboltak. Újjáépítése 2000-ban a muszlimok visszatéárésével kezdődörr és 2003. július 20-án nyitották meg ünnepélyesen.[10]

## Fordítás
- Ez a szócikk részben vagy egészben  a   Tarevci című bosnyák Wikipédia-szócikk ezen változatának fordításán alapul.  Az eredeti cikk szerkesztőit annak laptörténete sorolja fel. Ez a jelzés csupán a megfogalmazás eredetét és a szerzői jogokat jelzi, nem szolgál a cikkben szereplő információk forrásmegjelöléseként.